# 460年
| 千纪： | 1千纪                                                                                           |
| 世纪： | 4世纪 \| 5世纪 \| 6世纪                                                                         |
| 年代： | 430年代 \| 440年代 \| 450年代 \| 460年代 \| 470年代 \| 480年代 \| 490年代                       |
| 年份： | 455年 \| 456年 \| 457年 \| 458年 \| 459年 \| 460年 \| 461年 \| 462年 \| 463年 \| 464年 \| 465年 |
| 纪年： | 庚子年（鼠年）；北魏和平元年；南朝宋大明四年；高昌北凉承平十八年                                |

## 大事记
- 柔然攻高昌，沮渠安周被殺，高昌北涼滅亡。